# Nicolás Salmerón

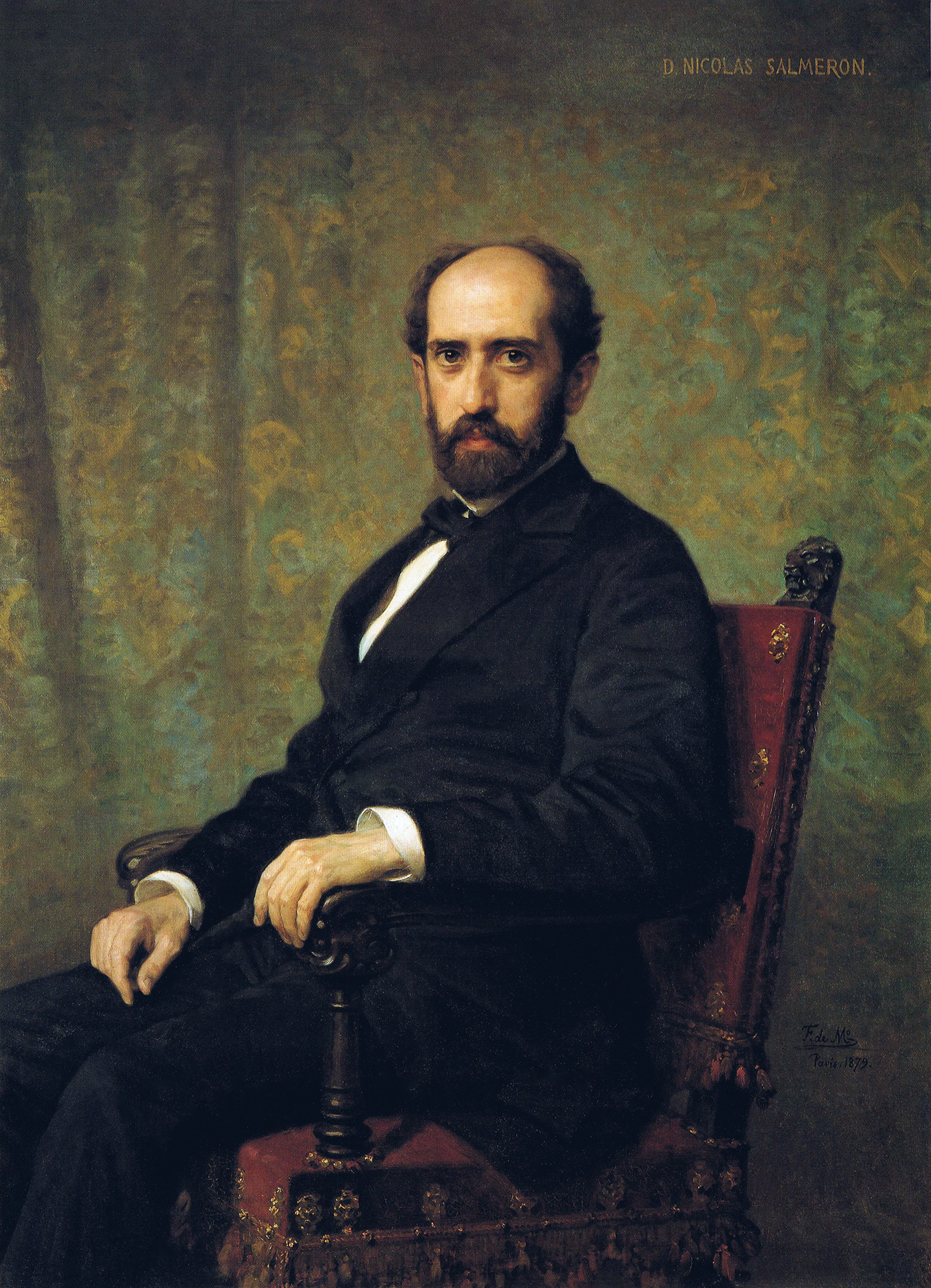
Nicolás Salmerón, Gemälde von Federico Madrazo (Präsidentengalerie des spanischen Kongresses)

Nicolás Salmerón y Alonso (* 10. April 1838 in Alhama de Seca, Provinz Almería; † 20. September 1908 in Pau, Frankreich) war ein spanischer Politiker. Er war vom 13. Juli bis zum 8. September 1873 Präsident der Exekutivgewalt der Ersten Spanischen Republik.

## Leben

### Universitätslaufbahn
Salmerón machte sein Bachillerato in Almería und studierte anschließend an der Universität Granada und der Universität Madrid Rechtswissenschaft und Philosophie. Er war Assistenzdozent an der Eliteschule Instituto San Isidoro in Madrid und an der Fakultät für Philosophie und Literatur der Universität von Madrid. Nach seiner Promotion erhielt Salmerón 1864 einen Lehrstuhl für Universalgeschichte an der Universität Oviedo, blieb aber hauptsächlich an der Universität Madrid, wo er 1866 den Lehrstuhl für Metaphysik erhielt.
Einer seiner wichtigsten Lehrer in Granada war Julián Sanz del Río, der Hauptverbreiter der Lehren Karl Christian Friedrich Krauses in Spanien. Hier freundete er sich ebenfalls mit Francisco Giner de los Ríos an, dem Gründer der den
Krausismo weit verbreitenden Institución Libre de Enseñanza. Salmerón selbst war zunächst vom Krausismo beeinflusst, wandte sich aber zunehmend dem Positivismus zu.

### Politik und Publizistik
Salmerón gehörte in politischer Beziehung von Anfang an zu den Republikanern, beteiligte sich 1860–1862 an der Redaktion von deren Organ La Discusion, dann von Castelars Democracia. Er wurde 1865 Mitglied des demokratisch-republikanischen Komitees von Madrid. Er vertrat in Zeitungsartikeln und Vorträgen offen die Ideen der Demokratischen Partei. 1868 wurde er als Verschwörer verhaftet und fünf Monate gefangen gehalten, aber nach der Septemberrevolution desselben Jahres in die provisorische Regierungsjunta zu Madrid und 1871 in die Cortes gewählt.

### Erste Republik
Nachdem 1873 König Amadeo von Savoyen abgedankt hatte und die Erste Spanische Republik ausgerufen worden war, wurde Salmerón zunächst Justizminister, dann als Nachfolge von José María Orense Präsident der Cortes und am 18. Juli 1873 Präsident der Exekutivgewalt. Er zeigte sich jedoch dem Aufstand der Internationale im Süden und der Carlisten im Norden gegenüber ohnmächtig. Da er die Todesstrafe ablehnte, die Cortes diese jedoch in die Kriegsartikel aufnahmen, forderte er am 8. September seine eigene Entlassung. Er wurde nun wieder Präsident der Cortes.
Gegenüber dem neuen Präsidenten der Exekutivgewalt, Emilio Castelar, der eine entschiedenere Politik zur Wiederherstellung der Regierungsgewalt auf nationaler Ebene verfolgte, trat Salmerón in deutliche Opposition. Als er Anfang Januar 1874 an der Spitze der intransigenten Mehrheit Castelar zu stürzen versuchte, wurden beide am 3. Januar durch den Staatsstreich des Generals Manuel Pavía, der die Cortes auflöste, von der Macht entfernt. Salmerón zog sich zunächst auf seine Lehrtätigkeit zurück, verlor aber mit dem Putsch von General Arsenio Martínez-Campos und der Restauration der Herrschaft des Hauses Bourbon am 30. Dezember 1874 seinen Lehrstuhl.

### Restauration
Nach dem Untergang der Ersten Republik begab sich Salmerón nach Paris, wo er Professor an der Universität wurde. 1884 erlangte er seinen Lehrstuhl an der Universität Madrid zurück. In der Folge trat er in der Politik als gemäßigter Republikaner auf und setzte sich einerseits vergeblich für die Einigung der republikanischen Kräfte ein und andererseits für das allgemeine Wahlrecht, das 1890 tatsächlich eingeführt wurde. Nach dem verlorenen Spanisch-Amerikanischen Krieg von 1898 trat er erneut vehement, jedoch erfolglos für die Abschaffung der Monarchie ein. 1903 gründete er gemeinsam mit Alejandro Lerroux die Partei Unión Republicana, die ihrem Namen gemäß die republikanischen Strömungen in Spanien vereinen sollte. Bereits 1906 verließ Salmerón jedoch die Partei und schloss sich der katalanistischen Solidaridad Catalana an.